# 刺軸含羞草
刺軸含羞草（学名：Mimosa pigra），又名刺軸含羞木、貓爪草，为豆科含羞草屬下的一个种。

## 描述
木質、多分枝的灌木，成熟時可生長達6公尺高。莖初時是綠色的逐漸變成褐色，葉片為二回羽狀複葉，淡綠色，20至25 公分長，有大約15個對對生基節，夜晚或碰觸時小葉會摺層起來。花為圓形頭狀花序，直經1至2公分，粉紅或淡紫色。頭狀花序是長在2-3公分長的莖上，每片葉腋中有兩個, 花冠有四個裂片、八個粉紅色雄蕊。果莢密被毛，20至25個種子。果實成熟後轉為褐色。種子是褐色或橄欖綠色、長方形、4至6公厘長，2至4公厘寬。

## 入侵性
刺軸含羞草是具侵略性的，被列為世界百大外来入侵种。尤其是在東南亞與澳洲的部份地區，刺軸含羞草經由有浮力的果莢繁殖，果莢可以透過水流長距離傳佈。刺軸含羞草也會傳播到自然牧草地洪泛區生態系統與牧場，把原有生態系統轉換成無生產力的灌木叢林地。在泰國，刺軸含羞草會阻礙稻田的灌溉系統、減少農作物生產，傷害農業生計。 在越南，它侵入特別的生態系統，威脅季節性浸水牧草地的生物多樣性。

## 資料來源
- Mimosa pigra(灌木)刺軸含羞草 全球入侵種資料庫 （页面存档备份，存于）

## 扩展阅读
- 維基物種上的相關：刺軸含羞草